# DoPDF
doPDF es una impresora de PDF desarrollada por la empresa Softland. Permite que cualquier programa que pueda imprimir genere un archivo PDF. La resolución de los archivos creados se puede ajustar manual o automáticamente. doPDF es un programa freeware que muestra publicidad.

## Características
doPDF de Softland es una aplicación freeware con licencia para uso comercial y personal. Es compatible con sistemas operativos Microsoft Windows de 32 y 64 bits, incluyendo Windows 11, Windows 10, Windows 8, Windows 7, Vista, así como Windows Server 2008 R2, 2012, 2016 y 2019. Las versiones anteriores hasta la versión 9 también eran compatibles con Windows XP, Windows 2000, Windows Server 2003 y Windows Server 2008.
La aplicación permite configurar resoluciones personalizadas entre 72 y 2400 dpi, así como tamaños de página predefinidos o personalizados. Los archivos PDF generados a partir de documentos de texto conservan su capacidad de búsqueda en todos los idiomas.
Las versiones más antiguas de doPDF no requerían Ghostscript ni .NET, por lo que eran completamente autónomas. Estas versiones tenían un tamaño de descarga muy reducido: 1,73 MB en la versión 6.3.311 y 2,98 MB en la 7.0.321. Las versiones más recientes superan los 60 MB. Según Softland, doPDF "apenas utiliza recursos del sistema, especialmente en comparación con otros conversores PDF gratuitos".
Según el sitio web oficial: 

Desde la versión 8, doPDF requiere la instalación de .NET (versión 4) y funciona en los siguientes sistemas operativos: Windows 10, Windows 8/8.1 (32 y 64 bits), Windows 7 (32 y 64 bits), Windows Server 2016, Windows Server 2012, Windows Server 2008 (32 y 64 bits), Windows Vista (32 y 64 bits), Windows Server 2003 (32 y 64 bits) y Windows XP SP3 (32 bits).

Una vez instalado, doPDF se utiliza seleccionando la impresora doPDF desde el menú o cuadro de impresión de cualquier aplicación de Windows que permita imprimir. La aplicación solicita al usuario dónde guardar el archivo, lo genera en formato PDF y lo abre automáticamente en el visor de PDF predeterminado.
El crítico Seth Rosenblatt escribió en Download.com sobre la versión 6.2.301:

doPDF ofrece un cuadro de diálogo sencillo para modificar el nombre y la ubicación de guardado del PDF, y al hacer clic en "Opciones avanzadas", los usuarios pueden ajustar manualmente la resolución del archivo PDF. Sin embargo, a menos que se comprenda bien cómo afectan estos cambios al tamaño del archivo, puede resultar algo confuso. doPDF es ideal para quienes buscan una solución básica, pero para proyectos que requieren más precisión, es recomendable considerar otras opciones.

La empresa lanzó la versión 7 a principios de diciembre de 2009. Esta actualización incorporó compatibilidad total con Windows 7 y soporte para fuentes Type 1. En lugar de incrustar el archivo completo de la fuente, doPDF 7 solo incluye subconjuntos, lo que reduce el tamaño del archivo PDF resultante.

## Premios y reconocimientos
- "Descarga del día" en LifeHacker (7 de marzo de 2007)[14]
- Selección destacada en Softpedia (4.2/5 - Muy bueno)[15]